# Don Winslow
Pour les articles homonymes, voir Winslow.
Œuvres principales
- La Griffe du chien
- Savages
- Satori
- La Patrouille de l'aube

Don Winslow, né le 31 octobre 1953 à New York, est un écrivain américain spécialisé dans le roman policier.

## Biographie
Né en 1953 à New York, Don Winslow a été comédien, metteur en scène, détective privé, guide de safari et gérant de cinéma. Il est l'auteur de nombreux romans traduits en seize langues, dont plusieurs ont été adaptés par Hollywood. Après avoir vécu dans le Nebraska et à Londres, Don Winslow s'est établi à San Diego, paradis du surf et théâtre de certains de ses romans.

## Œuvres

### SérieMissions de Neal Carey
1. Cirque à Piccadilly, Gallimard, coll. « Série noire » no 2368, 1995 ((en) A Cool Breeze on the Underground, 1991), trad. Philippe Loubat-Delranc  (ISBN 2-07-049339-3)Réédition Gallimard, coll. « Folio policier » no 215, 2001 (ISBN 2-07-041541-4)
2. Le Miroir de Bouddha, Gallimard, coll. « Série noire » no 2416, 1996 ((en) The Trail to Buddha's Mirror, 1992), trad. Philippe Loubat-Delranc  (ISBN 2-07-049343-1)
3. Au plus bas des hautes solitudes, Gallimard, coll. « Série noire » no 2522, 1998 ((en) Way Down on the High Lonely, 1993), trad. Philippe Loubat-Delranc  (ISBN 2-07-049506-X)Réédition Gallimard, coll. « Folio policier » no 373, 2005 (ISBN 2-07-031681-5)
4. À contre-courant du grand toboggan, Gallimard, coll. « Série noire » no 2534, 1999 ((en) A Long Walk Up the Water Slide, 1994), trad. Philippe Loubat-Delranc  (ISBN 2-07-049585-X)Réédition Gallimard, coll. « Folio policier » no 363, 2005 (ISBN 2-07-030559-7)
5. Noyade au désert, Gallimard, coll. « Série noire » no 2561, 2000 ((en) While Drowning in the Desert, 1996), trad. Philippe Loubat-Delranc  (ISBN 2-07-049654-6)

### SérieBoone Daniels
1. La Patrouille de l'aube, Le Masque, 2010 ((en) The Dawn Patrol, 2008), trad. Frank Reichert, 380 p.  (ISBN 978-2-7024-3444-4)Réédition Le Livre de poche, coll. « Policier » no 32327, 2011, 480 p. (ISBN 978-2-253-15716-8)
2. L'Heure des gentlemen, Le Masque, 2012 ((en) The Gentlemen's Hour, 2009), trad. Frank Reichert, 450 p.  (ISBN 978-2-7024-3506-9)Réédition Le Livre de poche, coll. « Policier » no 33101, 2013, 480 p. (ISBN 978-2-253-16490-6)

### SérieSavages
1. Savages, Le Masque, 2011 ((en) Savages, 2010), trad. Freddy Michalski, 320 p.  (ISBN 978-2-7024-3517-5)Réédition Le Livre de poche, coll. « Policier » no 32693, 2011, 399 p. (ISBN 978-2-253-16242-1)
2. Cool, Seuil, 2012 ((en) The Kings of Cool, 2012), trad. Freddy Michalski, 380 p.  (ISBN 978-2-02-108420-7)Réédition Points, coll. « Thriller » no P3104, 2013, 401 p. (ISBN 978-2-7578-3608-8)

### SérieFrank Decker
1. Missing: New York, Seuil, 2015 ((en) Missing: New York, 2014), trad. Philippe Loubat-Delranc, 320 p.  (ISBN 978-2-02-121311-9)Réédition Points, coll. « Policier » no P4859, 2018, 330 p. (ISBN 978-2-7578-7175-1)
2. Missing: Germany, Seuil, 2018 ((en) Missing: Germany, 2017), trad. Philippe Loubat-Delranc, 320 p.  (ISBN 978-2-02-134728-9)Réédition Points, coll. « Policier » no P5029, 2019, 384 p. (ISBN 978-2-7578-7553-7)

### SérieLa Griffe du chien
1. La Griffe du chien, Fayard, 2007 ((en) The Power of the Dog, 2005), trad. Freddy Michalski, 765 p.  (ISBN 978-2-213-62809-7)Réédition Points, coll. « Policier » no P2043, 2017, 826 p. (ISBN 978-2-7578-6758-7); réédition HarperCollins, coll. « Poche » no 782, 2025, 832 p. (ISBN 979-10-339-2279-7) (à paraître le 3 septembre 2025)
2. Cartel, Seuil, 2016 ((en) The Cartel, 2015), trad. Jean Esch, 720 p.  (ISBN 978-2-02-121315-7)Réédition Points, coll. « Policier » no P4701, 2018, 888 p. (ISBN 978-2-7578-6947-5)
3. La Frontière, HarperCollins, coll. « Noir », 2019 ((en) The Border, 2019), trad. Jean Esch, 848 p.  (ISBN 979-10-339-0369-7)Réédition HarperCollins, coll. « Poche », 2020, 1 024 p. (ISBN 979-10-339-0768-8)

### SérieDanny Ryan
1. La Cité en flammes[3], HarperCollins, coll. « Noir », 2022 ((en) City on Fire, 2022), trad. Jean Esch, 380 p.  (ISBN 979-10-339-0975-0)Réédition HarperCollins, coll. « Poche » no 489, 2023, 368 p. (ISBN 979-10-339-1404-4)
2. La Cité des rêves, HarperCollins , coll. « Noir », 2023 ((en) City of Dreams, 2023), trad. Jean Esch, 400 p.  (ISBN 979-10-339-1383-2)Réédition HarperCollins, coll. « Poche » no 616, 2024, 384 p. (ISBN 979-10-339-1710-6)
3. La Cité sous les cendres, HarperCollins , coll. « Noir », 2024 ((en) City in Ruins, 2024), trad. Jean Esch, 380 p.  (ISBN 979-10-339-1658-1)Réédition HarperCollins, coll. « Poche » no 748, 2025, 432 p. (ISBN 979-10-339-1710-6)

### Romans indépendants
- Dernier Verre à Manhattan, Seuil, 2013 ((en) Isle of Joy, 1996), trad. Philippe Loubat-Delranc, 374 p.  (ISBN 978-2-02-108421-4)Nouvelle publication en 1997 sous le titre A Winter Spy et sous le pseudonyme MacDonald Lloyd. Réédition Points, coll. « Policier » no P3351, 2014, 422 p. (ISBN 978-2-7578-4792-3)
- Mort et Vie de Bobby Z, Belfond, 1998 ((en) The Death and Life of Bobby Z, 1997), trad. Oristelle Bonis, 285 p.  (ISBN 2-7144-3529-7)Réédition Points, coll. « Thriller » no 10964, 2001, 350 p. (ISBN 2-266-10192-7) ; réédition Le Livre de poche, coll. « Policier » no 31824, 2010, 416 p. (ISBN 978-2-253-13406-0) ; réédition HarperCollins, coll. « Poche » no 90, 2020, 320 p. (ISBN 979-10-339-0380-2)
- Du feu sous la cendre, Belfond, 2002 ((en) California Fire and Life, 1999), trad. Oristelle Bonnis, 392 p.  (ISBN 2-7144-3707-9)Réédition Points, coll. « Thriller » no 11787, 2004, 582 p. (ISBN 2-266-12824-8) ; réédition HarperCollins, coll. « Poche » no 80, 2019, 576 p. (ISBN 979-10-339-0548-6)  ; réédition HarperCollins, coll. « Poche » no 103, 2020, 576 p. (ISBN 979-10-339-0458-8)
- L'Hiver de Frankie Machine, Le Masque, 2009 ((en) The Winter of Frankie Machine, 2006), trad. Frank Reichert, 378 p.  (ISBN 978-2-7024-3313-3)Réédition Le Livre de poche, coll. « Policier » no 31922, 2010, 512 p. (ISBN 978-2-253-12849-6)
- Satori, Jean-Claude Lattès, 2011 ((en) Satori, 2011), trad. Richard Cunningham, 500 p.  (ISBN 978-2-7096-3557-8)Réédition Points, coll. « Thriller » no P2902, 2012, 497 p. (ISBN 978-2-7578-2914-1)
- (en) About Tommy Flynn, 2011
- (en) Vengeance, 2014
- Corruption, HarperCollins, coll. « Noir », 2018 ((en) The Force, 2017), trad. Jean Esch, 592 p.  (ISBN 979-10-339-0189-1)Réédition HarperCollins, coll. « Poche » no 99, 2019, 560 p. (ISBN 979-10-339-0433-5)

### Recueil de romans courts
- Le Prix de la vengeance, HarperCollins, coll. « Noir », 2020 ((en) Broken, 2020), trad. Isabelle Maillet, 544 p.  (ISBN 979-10-339-0738-1)Réédition HarperCollins, coll. « Poche » no 313, 2021, 496 p. (ISBN 979-10-339-0980-4)
- (en) The Final Score, 2025À paraître le 16 septembre 2025

## Adaptations cinématographiques
- 2007 : Kill Bobby Z, film germano-américain réalisé par John Herzfeld, adaptation du roman Mort et Vie de Bobby Z  sur un scénario écrit par Bob Krakower et Allen Lawrence
- 2012 : Savages, film américain réalisé par Oliver Stone, adaptation du roman Savages sur un scénario écrit par Don Winslow, Shane Salerno (en) et Oliver Stone
- 2025 : Crime 101 de Bart Layton, d'après le roman court du même nom

## Prix et distinctions

### Prix
- 2000 : prix Shamus pour Du feu sous la cendre[4]
- 2009 : prix Palle-Rosenkrantz pour L'Hiver de Frankie Machine
- 2016 : prix CWA Ian Fleming Steel Dagger pour Cartel[5]
- 2016 : prix Falcon (en) pour Missing: New York
- 2017 : prix Mystère de la critique pour Cartel[6]

### Nominations
- 1992 : prix Edgar-Allan-Poe du meilleur premier roman pour Cirque à Piccadilly[7]
- 1992 : prix Shamus du meilleur premier roman pour Cirque à Piccadilly[4]
- 1994 : prix Dilys pour Au plus bas des hautes solitudes[8]
- 1998 : prix Barry du meilleur roman pour Mort et Vie de Bobby Z[9]
- 1998 : prix Lefty pour Mort et Vie de Bobby Z[10]
- 2000 : prix Shamus du meilleur roman pour Du feu sous la cendre
- 2000 : prix Dilys pour Du feu sous la cendre[8]
- 2005 : prix Hammett pour La Griffe du chien[11]
- 2006 : prix Barry du meilleur roman pour La Griffe du chien[9]
- 2006 : prix Dilys pour La Griffe du chien[8]
- 2006 : prix Macavity du meilleur roman pour La Griffe du chien[12]
- 2009 : prix Barry du meilleur roman pour La Patrouille de l'aube[9]
- 2009 : prix Dilys pour La Patrouille de l'aube[8]
- 2010 : Gold Dagger Award pour L'Heure des gentlemen[5]
- 2011 : prix Barry du meilleur roman pour Savages[9]
- 2011 : prix Dilys pour Savages[8]
- 2011 : prix Steel Dagger pour Savages[5]
- 2013 : Gold Dagger Award pour Cool[5]
- 2016 : prix Barry du meilleur roman pour Cartel[9]
- 2016 : prix Macavity du meilleur roman pour Cartel[12]
- 2018 : prix Anthony du meilleur roman pour Corruption[13]
- 2018 : prix Barry du meilleur roman pour Corruption[9]
- 2018 : prix  Macavity du meilleur roman pour Corruption[12]
- 2018 : Gold Dagger Award pour Corruption[5]
- 2020 : prix Barry du meilleur roman pour La Frontière[9]
- 2020 : prix Barry du meilleur roman de la décennie pour La Frontière[9]
- 2021 : prix Ned-Kelly de la meilleure fiction internationale pour Le Prix de la vengeance[14]
- 2023 : prix Barry du meilleur roman pour La Cité en flammes[9]
- 2025 :  prix CWA Ian Fleming Steel Dagger pour City in Ruins[5]